# Luisa
Luisa  è un nome proprio di persona italiano femminile.

## Varianti
- Femminili: Luigia[1][2][4], Loisia[2], Luisana
  - Alterati: Luisella[2][4], Luisetta[2], Luisina[2], Luisita[2]
  - Ipocoristici: Isa, Lulù
  - Composti: Maria Luisa[2], Anna Luisa, Luisa Anna[2], Luisa Maria[2], Luisanna
- Maschili: Luigi[1][2], Luisio[2], Luiso[2]
  - Alterati: Luisetto[2], Luisito[2]

### Varianti in altre lingue
- Asturiano: Lisina[5]
- Catalano: Lluïsa[5]
- Danese: Lovise[4], Louise[4]
- Estone: Loviise[4]
- Finlandese: Loviisa[4]
- Francese: Louise[2][4]
  - Ipocoristici: Lou[4], Louisette[4]
- Francese antico: Luise[3]
- Galiziano: Loisa[5]
- Greco moderno: Λουιζα (Louiza)[4]
- Inglese: Louise[4], Louisa[4]
- Māori: Ruiha[4]
- Norvegese: Lovise[4]
- Olandese: Louise[4], Louisa[4]
- Polacco: Luiza[4]
- Portoghese: Luísa[4], Luiza[4]
- Rumeno: Luiza[4]
- Spagnolo: Luisa[4][5]
  - Alterati: Luisita[4], Luisina[4]
- Svedese: Lovisa[4], Louise[4]
- Tedesco: Luise[2], Louisa[4]
- Ungherese: Lujza[4]

## Origine e diffusione
Si tratta di una forma femminile di Luigi, un nome di origine germanica il cui significato è generalmente interpretato come "famoso guerriero".
È un nome piuttosto recente nell'onomastica italiana, adattato dal francese Louise; si tratta quindi di una forma allotropa di Luigia, a cui è generalmente preferito e di cui è ben più diffuso, anche grazie al culto verso santa Luisa di Marillac e al successo dell'opera di Giuseppe Verdi Luisa Miller. Su scala generale, è stato uno dei nomi femminili più diffusi in Italia nel secondo dopoguerra.

## Onomastico
L'onomastico si festeggia generalmente il 15 marzo in ricordo di santa Luisa di Marillac, vedova Le Gras, fondatrice, insieme a san Vincenzo de' Paoli, delle Figlie della Carità. Con questo nome si ricordano anche, alle date seguenti:
- 28 aprile, beata Marie-Louise Trichet, fondatrice delle Figlie della Sapienza[6]
- 27 giugno, beata Luisa Teresa de Montaignac de Chauvance, fondatrice della Pia Unione delle Oblate del Sacro Cuore di Gesù[6]
- 8 settembre, beata Luisa, vedova e terziaria domenicana, martire a Ōmura[6]
- 6 dicembre, beata Luiza Maria Frías Cañizares, una dei martiri della guerra civile spagnola[6]

Alternativamente, può anche essere festeggiato lo stesso giorno di Luigi.

## Persone
- Luisa Amatucci, attrice italiana

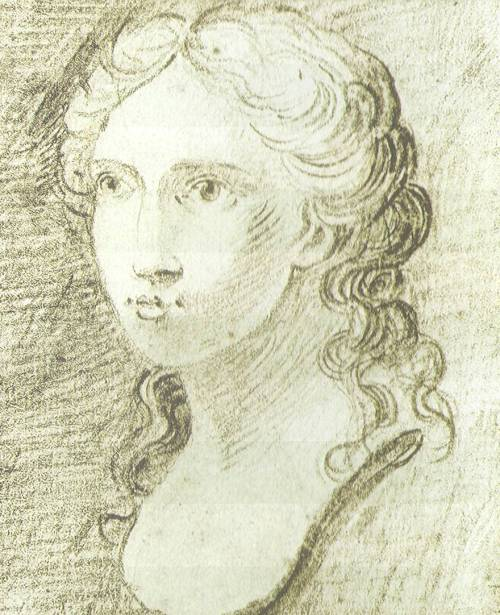
Luisa Sanfelice

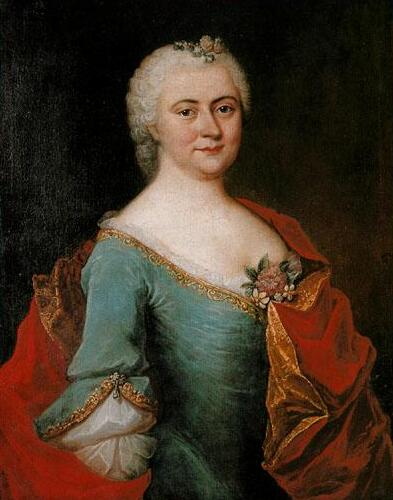
Luise Kulmus Gottsched

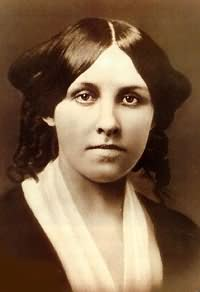
Louisa May Alcott

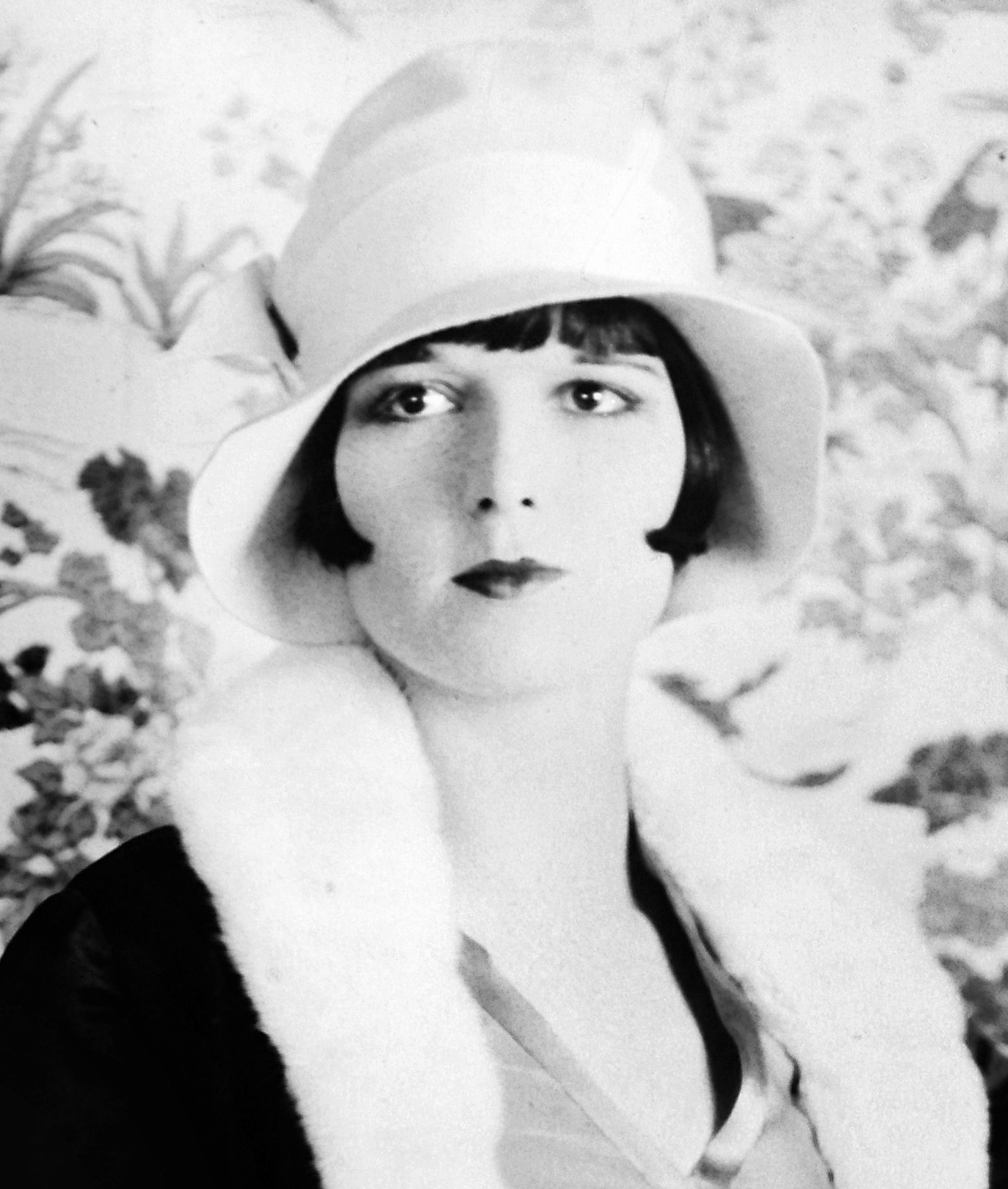
Louise Brooks

Luisella Boni

- Luisa Battistotti Sassi, patriota italiana
- Luisa Conte, attrice teatrale italiana
- Luisa Corna, cantante, conduttrice televisiva, attrice e modella italiana
- Luisa De Santis, attrice e cantante italiana
- Luisa Ferida, attrice italiana
- Luisa Giaconi, poetessa italiana
- Luisa Morgantini, politica italiana
- Luisa Ranieri, attrice e conduttrice televisiva italiana
- Luisa Sanfelice, nobildonna italiana
- Luisa Spagnoli, imprenditrice italiana

### Variante Luise
- Luise Krüger, atleta tedesca
- Luise Kulmus Gottsched, poetessa, scrittrice, saggista e traduttrice tedesca
- Luise Rainer, attrice tedesca
- Luise Rinser, scrittrice tedesca
- Luise Ullrich, attrice austriaca

### Variante Louisa
- Louisa Adams, first lady statunitense
- Louisa May Alcott, scrittrice statunitense
- Louisa Grace Bartolini, poetessa e scrittrice britannica
- Louisa Chirico, tennista statunitense
- Louisa John-Krol, musicista australiana
- Louisa Lane Drew, attrice teatrale e impresaria teatrale inglese
- Louisa Matthíasdóttir,  pittrice islandese naturalizzata statunitense
- Louisa Nécib, calciatrice francese
- Louisa Pyne, soprano e impresaria teatrale inglese
- Louisa Stuart, scrittrice inglese
- Louisa Thiers, supercentenaria statunitense
- Louisa Anne Stuart, pittrice inglese

### Variante Louise
- Louise Aston, scrittrice tedesca
- Louise Bourgeois, scultrice e artista francese
- Louise Bourgoin, attrice, conduttrice televisiva e modella francese
- Louise Brealey, attrice e giornalista britannica
- Louise Brooks, ballerina, showgirl e attrice statunitense
- Louise Fletcher, attrice statunitense
- Louise Hay, scrittrice statunitense
- Louise Lombard, attrice britannica
- Louise Roe, conduttrice televisiva, modella e giornalista inglese

### Variante Luisella
- Luisella Beghi, attrice italiana
- Luisella Berrino, conduttrice radiofonica italiana
- Luisella Boni, attrice italiana
- Luisella Ciaffi, cantante e mezzosoprano italiana
- Luisella Costamagna, giornalista e conduttrice televisiva italiana
- Luisella Guidetti, cantante e attrice italiana
- Luisella Milani, pallavolista italiana
- Luisella Viviani, attrice teatrale e cantante italiana

### Altre varianti
- Luiza Erundina, politica brasiliana
- Luísa Todi, mezzosoprano portoghese
- Luísa Tomás, cestista angolana
- Luiza Złotkowska, pattinatrice di velocità su ghiaccio polacca.
- Luiza Zavloschi, insegnante e politica rumena

## Il nome nelle arti
- Luisa Becker è un personaggio della serie televisiva La strada per la felicità.
- Luisa Rigey è la protagonista femminile del romanzo Piccolo mondo antico di Antonio Fogazzaro.
- Luisella è un personaggio della commedia Miseria e nobiltà di Eduardo Scarpetta, nonché del celebre film omonimo che ne fu tratto nel 1954, diretto da Mario Mattoli.
- Luisa è un personaggio del film del 1987 La famiglia, diretto da Ettore Scola.
- Louise è una delle protagoniste del film del 1991 Thelma & Louise, diretto da Ridley Scott.
- Sweet Lui-Louise è una canzone degli Ironhorse, del 1979.
- Una donna di nome Luisa è citata nella canzone degli Shampoo  'E zizze, parodia in dialetto napoletano di Day Tripper dei Beatles.